# وئولیا
وئولیا (به فرانسوی: Veolia) شرکت فرانسوی است، که به‌عنوان بزرگترین شرکت آب جهان شناخته می‌شود.
شرکت وئولیا در سال ۱۸۵۳ تأسیس شد و امروزه در ۴ حوزه فعالیت می‌کند، که عبارتند از: تأمین و مدیریت آب، مدیریت پسماند، انرژی و خدمات ترابری.
بین سال‌های ۲۰۰۰ تا ۲۰۰۳ وئولیا، یکی از شرکت‌های تابعه شرکت ویوندی بود، که با نام انوایورنمنت ویوندی شناخته می‌شد و پس از جدا شدن بخش کنگلومرا شرکت ویوندی، این شرکت نیز، مستقل شد و نام آن نیز، به وئولیا تغییر یافت.
تعداد کارکنان شرکت وئولیا، در سال ۲۰۱۱ در حدود ۳۳۱،۲۲۶ نفر اعلام شد، که در بیش از ۷۷ کشور جهان، فعالیت می‌نمایند. در سال مالی ۲۰۱۱ این شرکت درآمدی معادل ۲۹،۶۴۷ میلیارد پوند، کسب کرده‌است.
شرکت وئولیا، در فهرست اولیه بازار بورس یورونکست پاریس قرار دارد و جزئی از شاخص کاک ۴۰ محسوب می‌شود. این شرکت، در فهرست ثانویه بازار بورس نیویورک نیز، ذکر شده‌است. دفتر مرکزی شرکت وئولیا، در شهر پاریس مستقر می‌باشد.

## تاریخچه
تشکیل شرکت وئولیا به سال ۱۸۵۳ باز می‌گردد. در ۱۴ دسامبر آن سال با حکم سلطنتی ناپلئون سوم، شرکت همگانی آب تأسیس شد. در سال بعد، سی‌جی‌ای امتیاز توزیع آب عمومی‌در لیون را به دست آورد که تا بیش از صد سال بعد نیز برقرار بود.
سی‌جی‌ای در سال ۱۸۶۱ امتیاز ۵۰ ساله توزیع آب شهر پاریس را دریافت کرد. در سال‌های بعد نیز تقریباً تمامی‌قراردادهایی که پایه‌های سازمان ناتو در فرانسه را بنا می‌کرد، توسط این شرکت منعقد می‌گردید. علاوه بر آن خدمات گرمایشی و حفاظت انرژی نیز ارائه می‌کرد.
این شرکت که تا سالیان سال به تجارت آب مشغول بود، در سال ۱۹۷۶؛ از استخدام «گای دژوانی» به عنوان مدیر اجرایی، پس از ادغام چندین شرکت دیگر، فعالیت‌های خود را به بخش‌های دیگر نیز گسترش داد. از سال ۱۹۸۰ به بعد، سی‌جی‌ای حیطه کاری خود را از توزیع آب به مدیریت پسماند، انرژی، خدمات ترابری و ساخت‌وساز تغییر داد. همچنین شرکت اتومبیل‌سازی عمومی را که به تولید خودروهای صنعتی می‌پرداخت خریداری کرد که بعدها در سال ۱۹۸۹ به دو زیرمجموعه تقسیم شد. نام یکی از آن‌ها کانکس بود و دیگری اونیکس نامگذاری گردید.
پس از آن، شرکت گرمایش عمومی‌و گروه مالی آن را خریداری کرد و به حوزه انرژی وارد شد. بخش خدمات انرژی که این شرکت به آن پیوست، بعداً در سال ۱۹۹۸ «دالکیا» نامیده شد. اونیکس نیز گروه «سولیر» را خریداری کرد و به بزرگترین مرکز بازیافت کاغذ و پلاستیک در اروپا تبدیل شد. گسترش سی‌جی‌ای به حوزه ارتباطات با تأسیس کانال+ در سال ۱۹۸۳ آغاز گردید. این شبکه، اولین کانال غیررایگان در فرانسه محسوب می‌شد. این گسترش‌ها پس از شروع به کار «ژان ماری مسیر» به عنوان جانشین گای دژوانی در ۲۷ ژوئن ۱۹۹۶ با سرعت بیشتری ادامه یافت.
در سال ۱۹۹۶، این شرکت برای سود بردن از بی نظمی‌سال ۱۹۹۸ بازار ارتباطات راه دور فرانسه، شرکت «سگتل» را تأسیس کرد تا به حرکت خود به سوی حوزه رسانه‌ها سرعت بخشد که این اقدام در سال ۲۰۰۰ منجر به تجزیه این شرکت به دو بخش «ویوندی اونیورسال» و «ویوندی محیط زیست» گردید. بخش محیط‌زیست ویوندی که تمامی کارخانجات و تجهیزات پسماند و توزیع آب را از آن خود کرده بود، در سال ۲۰۰۳ به وئولیا تغییر نام یافت و اکنون نیز قسمت توزیع آب آن با مدیریت «آنتونی فررو» بزرگترین شرکت خصوصی توزیع آب در جهان است.
ویوندی اونیورسال نیز در بازار بورس نیویورک با حرف اختصاری «V» به کار خود ادامه داد و در دسامبر همان سال از ادغام بزرگ خود با کانال+ و «سیگرام» صاحب شرکت فیلمسازی «اونیورسال استودیو» خبر داد. در دسامبر سال ۲۰۰۴ وئولیا برای تولید خاک‌های مناسب برای رشد مضاعف، کاندید دریافت جایزه انجمن معتبر کودهای شیمیایی شد. این خاک چندین جایزه دیگر از جمله نشان ابتکار بهترین بازیافت صنعتی را در جشنواره ملی بازیافت در سال ۲۰۰۳ دریافت کرده‌است. این شرکت در آوریل سال ۲۰۰۵ قرارداد هفت ساله جمع‌آوری و بازیافت را با شرکت بلک پول منعقد نمود و در ژوئن سال بعد نیز یک قرارداد ۲۶ ساله حمایت مالی یکپارچه را با ناتینگهام شایر به امضا رساند. شرکت خدمات زیست‌محیطی وئولیا اکنون بیش از ۳۱۲ هزار کارمند در سراسر جهان داشته و در سال گذشته میلادی با داشتن درآمد ۳۴ میلیارد دلاری، سود عملیاتی معادل ۲ میلیارد دلار به دست آورد.

## عملیات
شرکت محیط زیست وئولیا یک شرکت چندملیتی فرانسوی است که محدوده فعالیتش در چهار زمینه مدیریت و عرضه آب، مدیریت پسماند، انرژی و خدمات ترابری می‌باشد.
این شرکت در سال ۲۰۰۷ با درآمد ۴۷ میلیارد دلاری، بیش از ۳۰۰ هزار کارمند در استخدام خود داشته‌است. سهام وئولیا در لیست بورس نیویورک و یورونکست پاریس وجود دارد. این شرکت بین سال‌های ۲۰۰۰ تا ۲۰۰۳ که تازه از مجموعه «ویوندی» جداشده بود، همانند اکثر شرکت‌های مشابه دیگر، با نام شرکت محیط‌زیست ویوندی شناخته می‌شد. تا قبل از سال ۱۹۹۸ نیز این شرکت به عنوان شرکت اصلی توزیع آب شناخته می‌شد.